# Темпо
У музици, темпо је израз за опис брзине а често и начина на који музички извођач треба да изведе неко музичко дело или неки његов део. По правилу, ознаке за темпо се бележе изнад нотног система и непосредно на месту где почиње њихово дејство.

## Обележавање и читање
Нераздвојан део ознаке за темпо је по правилу једна реч на италијанском која отприлике описује карактер темпа дела које се изводи. Чак и не много искусан музичар има представу о брзини којом неко музичко дело треба извести, на основу саме ове речи, а тај осећај се продубљује и побољшава са годинама искуства. Одређенији начин обележавања темпа је навођење броја јединица мере такта које треба да протекну у једној минути. Ово се обично наводи записом „ознака за јединицу мере = број јединица мере по минути“ у загради, након горе споменуте речи на италијанском. Пример:  ( = 133), одређује да по минути треба да протекну 133 четвртине. Зарад прецизног поштовања темпа, најчешће се користи уређај који се зове метроном.

## Ознаке за темпо
Остале ознаке се по правилу такође бележе изнад највишег нотног система у партитури, с тиме што се могу наћи и на другом месту уколико нема места за њихов запис на тој висини. Неке од њих су следеће:
- - журно, хитро
- - живо
- - брзо
- - доста окретно
- - умерено
- - мало брже него анданте
- - умерено лагано
- - тешко, озбиљно
- - лагано и озбиљно
- - споро
- - доста широко
- - широко

Овим ознакама се може додати и неколико ближих одредница:
- - више
- - - суфикс који означава суперлатив, на пример presto значи „журно“, prestissimo значи „најжурније“
- - врло
- - не превише
- ,  - мало
- - мање

Још један вид обележавања темпа је 
- - убрзавајући
- - успоравајући
- - задржавајући
- - све шире
- - мање окретно

Расположења која ближе описују карактер темпа:
- - чило, весело
- - живахно
- - величанствено
- - суздржано; понекад се користи и самостално као ознака темпа

Остали изрази:
- - ако је након неке промене темпа потребно назначити да се извођење дела наставља по претходном темпу, то се означава овом ознаком.
- - прелажење на темо са почетка дела
- , , , , perdendosi - истовремено попуштање јачине звука и темпа
- ,  - слободан темпо, по вољи извођача / диригента
- - задржавање тренутног темпа; обично следи након промене темпа